# Хартия европейской безопасности
Хартия европейской безопасности (англ. CHARTER FOR EUROPEAN SECURITY) была принята 54 государствами на саммите ОБСЕ в Стамбуле в ноябре 1999 года.

## История
В этом документе отражена концепция безопасности мирового сообщества, ориентированная на XXI век. В её основу положены два принципа: коллективности, при которой «безопасность каждого государства-участника неразрывно связана с безопасностью всех других», и «первоочередной ответственности СБ ООН за поддержание международного мира». Как и в предшествующих Хельсинкских соглашениях и Парижской хартии, подчёркивается стремление к созданию, по сути, единого европейского пространства. ОБСЕ определена как одна из основных организаций по мирному урегулированию споров в её регионе и один из главных инструментов в области раннего предупреждения и предотвращения конфликтов.
Хартия была призвана стать этапным документом в процессе формирования «единой и неделимой» системы безопасности в Европе, однако продекларированные планы по преобразованию ОБСЕ в центральную организацию, обеспечивающую общеевропейскую безопасность, не сбылись. Функционирование деятельности ОБСЕ затмевается стремительным расширением НАТО на Восток и его адаптацией к роли основной составляющей евробезопасности с исключением стран, не входящих в Альянс, из процесса принятия ключевых решений в данной сфере деятельности.